# Trifolium berytheum
Trifolium berytheum là một loài thực vật có hoa trong họ Đậu. Loài này được Boiss. & Blanche miêu tả khoa học đầu tiên.